# ローレン・カーリニ
ローレン・カーリニ（Lauren Carlini、1995年2月28日 - ）は、アメリカ合衆国の女子バレーボール選手である。アメリカ合衆国代表。

## 来歴

### クラブチーム
イリノイ州出身。West Aurora高校を卒業後、ウィスコンシン大学マディソン校に進学した。NCAA女子バレーボール選手権では初年度に準優勝を果たした。2017/18シーズンはイタリアセリエAのサヴィーノ・デルベーネ・スカンディッチでプレーした。2019-20シーズンからロシアリーグのディナモ・モスクワに移籍した。2022/23シーズンはイタリアセリエAのカザルマッジョーレでプレーした。
2025年に開幕予定のリーグ・ワン・バレーボールではマディソン所属となることが発表されている。

### 代表チーム
2016年にアメリカ代表に初選出され、同年のパンアメリカンカップでデビューした。2017年のグラチャンでは銅メダルを獲得した。2018年のパンアメリカンカップではMVPとベストセッター賞を受賞した。2019年のネーションズリーグでは正セッターとして活躍し、2連覇に貢献した。2022年、世界選手権に出場し4位となった。

## 球歴
- オリンピック - 2024年
- 世界選手権 - 2022年
- ワールドカップ - 2019年
- グラチャン - 2017年
- ネーションズリーグ - 2018年、2019年、2021年、2022年

## 受賞歴
- 2013年 - NCAA女子バレーボール選手権 ベストセッター賞
- 2018年 - パンアメリカンカップ MVP、ベストセッター賞

## 所属クラブ
- ウィスコンシン大学マディソン校（2013-2016年）
- サヴィーノ・デルベーネ・スカンディッチ（2017-2018年）
- AGILバレー（2018-2019年）
- ディナモ・モスクワ（2019-2020年）
- THY SK（2020-2022年）
- カザルマッジョーレ（2022-2023年）
- アイドゥン・ブユクシェヒル・ベレディイェスポル（2023-2024年）
- LOVBマディソン（2024年-）